# 美原町 (桐生市)
美原町（みはらちょう）は、群馬県桐生市の町名。郵便番号は376-0025。

## 地理
桐生市の中部に位置する。稲荷町・錦町・織姫町・清瀬町とともに桐生市第三区に属する。
東部は稲荷町に、南部は織姫町に、西部は清瀬町に、北部は元宿町・巴町にそれぞれ接する。
町内の大半が公共施設の敷地で占められており、町内北部に群馬県立桐生高等学校・桐生市学校給食共同調理場、南部に桐生市立中央中学校・桐生市立昭和小学校がある。

## 歴史
かつての新宿村の一部にあたる。1889年（明治22年）の町村制施行により、桐生新町、新宿村、安楽土村、下久方村、上久方村平井が合併して桐生町が発足、新宿村は桐生町の大字の一つとなる。1921年（大正10年）の市制施行を経て、1929年（昭和4年）に大字が廃止され現在の町名である「美原町」となった。

## 世帯数と人口
2022年（令和4年）1月31日現在の世帯数と人口は以下の通りである。
| 町丁   | 世帯数 | 人口  |
| ------ | ------ | ----- |
| 美原町 | 97世帯 | 165人 |

## 小・中学校の学区
市立小・中学校に通う場合、学区は以下の通りとなる。
| 番地 | 小学校           | 中学校             |
| ---- | ---------------- | ------------------ |
| 全域 | 桐生市立南小学校 | 桐生市立中央中学校 |

## 施設
- 群馬県立桐生高等学校
- 桐生市立中央中学校
- 桐生市学校給食中央共同調理場
- 桐生市シルバー人材センター

## 避難所
当町には桐生市指定されている、指定緊急避難場所、指定避難所が4か所ある。
- 群馬県立桐生高等学校
- 桐生市立昭和小学校跡
- 桐生市立中央小学校
- 昭和公民館